# Trigonostemon thyrsoideus
Trigonostemon thyrsoideus är en törelväxtart som beskrevs av Otto Stapf. Trigonostemon thyrsoideus ingår i släktet Trigonostemon och familjen törelväxter. Inga underarter finns listade i Catalogue of Life.